# Boubacar Toumba
Boubacar Toumba (* 1940 in Birni-N’Konni; † im Februar 2023 in Niamey; auch Boubakar Toumba) war ein nigrischer Offizier und Politiker.

## Leben
Boubacar Toumba besuchte die Grundschule in Diffa, deren Direktor zu jener Zeit der spätere Außenminister Boukary Sabo war. Danach war er Internatsschüler an der Militärschule von Saint-Louis in Senegal. Er wurde 1959, kurz vor Unabhängigkeit Nigers von Frankreich, Mitglied der Französischen Streitkräfte und wechselte 1961 nach deren Gründung zu den Nigrischen Streitkräften.
Toumba wehrte im Oktober 1983 einen Putschversuch gegen den Staatschef Seyni Kountché ab. Dabei rettete er Ali Saïbou, ein Mitglied des regierenden Obersten Militärrats, aus der Hand der Verschwörer. Bei einer Regierungsumbildung am 23. September 1985 wurde Boubacar Toumba zum Minister für Jugend und Sport ernannt. In dieser Funktion löste er Amadou Djibo ab, gegen den Erhebungen wegen allgemeiner Misswirtschaft begonnen hatten. Es handelte sich um ein Schlüsselministerium, das die staatliche Jugendorganisation Samariya kontrollierte. Toumba wirkte außerdem als Vizepräsident des Nationalen Entwicklungsrates, der für die Staatsideologie der „Entwicklungsgesellschaft“ zuständig war.
Nach Seyni Kountchés Tod 1987 wurde Ali Saïbou dessen Nachfolger als Staatschef. Ali Saïbou hatte bis dahin als Chef des Generalstabes die Nigrischen Streitkräfte geleitet. Nun wurde Boubacar Toumba am 23. November 1987 Chef des Generalstabes. Als sein Nachfolger als Minister für Jugend und Sport war bereits seit 20. November 1987 Abdoul Ramane Seydou im Amt. Ali Saïbou und die bisher die Politik bestimmenden Streitkräfte mussten ihre Macht im Sommer 1991 weitgehend an die Nationalkonferenz abtreten, die den Übergang Nigers zu einer Mehrparteiendemokratie einläutete. Im August 1991 beschwerte sich Toumba, dass die Nationalkonferenz die Streitkräfte demütigen würde, vor allem im Zusammenhang mit den Tuareg-Unruhen im Norden des Landes. Am 30. November 1991 wurde er als Chef des Generalstabes von Issa Maâzou abgelöst. Sein letzter Dienstgrad war Colonel.
Boubacar Toumba war verheiratet und hatte sechs Kinder.

## Ehrungen
- Großkreuz des Nationalordens Nigers
- Großes Verdienstkreuz des Verdienstordens der Bundesrepublik Deutschland[2]
- Offizier der Ehrenlegion[2]